# Jean Charbonneau
Pour les articles homonymes, voir Charbonneau.
Jean Charbonneau, né en 1875 à Montréal et décédé le 25 octobre 1960 à Saint-Eustache, est un poète, critique littéraire, dramaturge et avocat québécois.

## Biographie
En 1895, il fonde l'École littéraire de Montréal avec Germain Beaulieu et Louvigny de Montigny.

## Postérité
Le parc Jean-Charbonneau de Montréal honore sa mémoire depuis 1988.

## Publications
- Les Bessures , Paris, Lemerre, 1912
- Des influences françaises au Canada (trois tomes), Montréal, Beauchemin, 1916-1920
- L'Âge de Sang, Paris, Lemerre, 1921
- Les Prédestinés, Montréal, Beauchemin, 1923
- L'Ombre dans le miroir, Montréal, Beauchemin, 1924
- La Flamme ardente, Montréal, Beauchemin, 1928
- L'École littéraire de Montréal : Ses origines, ses animateurs, ses influences  (préf. Louis Dantin), Éditions Albert Lévesque, 1935, 320 p.
- Tel qu'en sa solitude... Poèmes, Montréal, Éditions Bernard Valiquette, Éditions A.C.F., 1940

## Distinctions
- 1921 - Prix de la langue-française de l’Académie française pour les trois tomes Des influences françaises au Canada[1].
- 1924 - Prix David.
- 1935 - Membre de la Société royale du Canada.